# Bernhard Aschner
Bernhard Aschner (Vienna, 27 gennaio 1883 – New York, 9 marzo 1960) è stato un medico e storico della medicina austriaco ha ripreso le terapie umorali ippocratiche, galeniche e paracelsiche nella sua Terapia costituzionale.
Aschner frequentò le scuole elementari e il liceo a Vienna dove studiò anche medicina. Da studente lavorò nell'Istituto anatomico e, come volontario, lavorò pure nella Clinica universitaria di Vienna. Nel 1907 ottenne il dottorato in medicina.

Dal 1907 al 1912 esercitò in qualità di chirurgo nella Clinica universitaria di Vienna. Nel 1908 scoprì il riflesso oculocardiaco (una leggera pressione sull'occhio chiuso fa diminuire polso e pressione). Dopo il militare, durante il quale fu medico assistente, a partire dal 1913 fu pure assistente nella Clinica universitaria materna. Nel 1914 si abilitò in ginecologia e scientificamente approfondì il ruolo degli ormoni appena scoperti. Presentò pure degli studi sulla ghiandola interstiziale uterina e sull'ipofisi cerebri. Durante la prima guerra mondiale fu medico negli ospedali di guerra.
Nel 1931 Aschner si abilitò all'università di Vienna. Accanto al suo lavoro di docente privato, gestì l'ambulatorio per le donne dell'ospedale civico di Vienna.
Dopo l'annessione dell'Austria, non gli fu più concesso di esercitare e dovette emigrare negli Stati Uniti. Aprì uno studio a New York e gestì un ambulatorio per artritici alla Stuyvesant Clinic e poi al Lebanon Hospital. Per la cura di malattie reumatiche e artritiche preferì metodi di medicina umorale. Nel 1945 Aschner diventò cittadino Statunitense.
Scientificamente eccelse in endocrinologia, più tardi come storico della medicina. Tra 1926 e 1932 pubblicò una traduzione del Paracelso in quattro volumi.
Le sue opere sulla naturopatia hanno raggiunto alte tirature e vengono ristampate ancora oggi. Aschner fu anche coeditore della rivista: "Zeitschrift für biologische Heilweisen". Nel 1957 ricevette il premio Wilhelm-Hufeland.

## Fonti
- Catalogus professorum Halensis, su catalogus-professorum-halensis.de.

## Opere
- Paracelsus, Theophrastus; Sämtliche Werke, 4 Bde. nach d. 10bändigen Huserschen Gesamtausg. (1589-1591) mit Einl., Biographie, Literaturangaben u. erkl. Anm. vers. v. Bernhard Aschner 1926, Nachdr. d. Ausg. v. 1926-32. 1993. Zus. CLXXX, 4145 S. 22,5 cm; ISBN 3-928621-09-2; Aussenseiterpublizistik, Anger 1993
- Aschner, Bernhard: Befreiung der Medizin vom Dogma; ISBN 3830406053; MVH Medizinverlage, Heidelberg 1981
- Aschner, Bernhard: Technik der Konstitutionstherapie; ISBN 3-8304-0606-1; MVH Medizinverlage Heidelberg 1995
- Aschner, Bernhard / Matejka, Rainer (Bearb.) / u. gekürzt v. Lüth, Paul. (Unter Leit.): Lehrbuch der Konstitutionstherapie; ISBN 3-7773-1427-7; Hippokrates-Verlag GmbH, Stuttgart 2000